# Professor Hellingen
Il professor Garth Hellingen è un personaggio della serie a fumetti d'avventura Zagor, pubblicata da Sergio Bonelli Editore, ideato da Guido Nolitta e Gallieno Ferri. Acerrimo nemico del protagonista, è un geniale e malvagio scienziato che ha l'obiettivo di piegare il mondo al suo volere.
Comparso per la prima volta il 21 luglio 1963 nell'albo a striscia L'isola della paura, è l'avversario di Zagor con il maggior numero di apparizioni all'interno della serie.

## Storia editoriale
Il personaggio di Hellingen viene introdotto nella saga di Zagor nell'estate del 1963 in una storia in cinque parti pubblicata nella seconda serie di albi a striscia della Collana Lampo (ripubblicata poi nella collana Zenith Gigante nel 1966). Il suo ideatore Guido Nolitta afferma di essersi ispirato a Virus, protagonista dell'omonima serie di fine anni '30 ideata da Walter Molino, e a molti altri "scienziati pazzi" come il Rotwang del film Metropolis di Fritz Lang, al quale molti personaggi similari del primo novecento si richiamano esteticamente.
Con l'introduzione del personaggio viene anche inaugurata una caratteristica che poi diventerà una delle componenti principali della saga dello Spirito con la Scureː la contaminazione tra generi narrativi. Una caratteristica di Hellingen è che ad ogni suo ritorno aumenta la sua pericolosità e il potere delle sue risorse. Nelle storie di Nolitta il personaggio passa dall'automa Titan ai razzi teleguidati alla tecnologia aliena degli Akkroniani, partendo dal minacciare una tribù di nativi arrivando a minacciare il mondo intero. Componente del personaggio voluto da Nolitta è il suo essere astuto e intelligente in grado di mettere in difficoltà il suo avversario, l'eroico Zagor, facendolo soffrire e disperare, per permettergli poi di conseguire una vittoria più esaltante.
Nel periodo post-Nolitta, Hellingen viene recuperato da Tiziano Sclavi all'interno di una complessa trama datata 1988, in cui il personaggio subisce un ulteriore aumento di potere e capacità, con cui i tormenti che infligge a Zagor sono a loro volta incrementati, al fianco di un approfondimento caratteriale e psicologico che lo allontana dallo stereotipo del suo modello originale.
Il secondo autore che ha modo di utilizzarlo è Mauro Boselli che a metà anni '90 scrive una nuova storia su di lui a partire da un suggerimento ricevuto dallo stesso Sergio Bonelli, che richiama ancora una volta la serie di Virus, il mago della foresta morta. Hellingen ritorna così allo status caratteriale antecedente la gestione sclaviana del personaggio, uomo malvagio e superbo senza alcuna morale, venendo "salvato" dagli eventi dell'ultima storia nolittiana da un altro nemico di Zagor, il Wendigo, che sarà anche la causa della sua nuova temporanea uscita di scena.
Negli anni 2000 è Moreno Burattini a riprenderlo, in una lunga storia suddivisa in due parti pubblicate rispettivamente negli anni 2015 e 2019. Burattini, oltre a presentare in maniera approfondita le origini del personaggio nel periodo antecedente la sua prima apparizione ufficiale, si pone l'obiettivo di riportare Hellingen al solo status di scienziato pazzo delle sue prime apparizioni, privandolo degli elementi sovrannaturali e alieni e dando una fine agli eventi narrati in precedenza.

## Biografia
È uno scienziato pazzo di origine olandese dotato di enorme intelligenza ma molto superbo e con la smania di conquistare il mondo, deriso e incompreso da parte dei suoi colleghi. Vive negli Stati Uniti della prima metà dell'Ottocento e ha inventato una quantità indefinita di macchine immaginifiche. Ha il volto deturpato da ustioni e cicatrici, conseguenza dei molteplici scontri con Zagor, oltre a due evidenti occhiaie. Indossa sempre un camice viola da laboratorio. Ha un alter ego in forma di spirito che appare a Zagor per metterlo in guardia contro la sua versione cattiva. Wendigo, spirito del male, fa capire che nella personalità di Hellingen esiste ancora una certa dose di umanità.
Si scontra con il protagonista varie volte; la prima su un'isola del lago Erie abitata dai pacifici indiani che vivono rintanati in un fortino per proteggersi da alcuni uomini bianchi e da un robot gigante, Titan, costruito da Hellingen per rivalsa per l'incomprensione dei suoi colleghi universitari. L'intervento di Zagor e Cico costringe il professore a far inabissare Titan nel lago. L'intervento degli uomini agli ordini di Hellingen complica le cose e, nello scontro che segue, il laboratorio esplode causando apparentemente la morte di Hellingen.
Alcuni anni dopo, a Cleveland, Zagor e Cico sono vittime di misteriosi attentati e si rifugiano presso una tribù indiana per curarsi le ferite e si sdebitano evitando un conflitto tra le tribù causato da un mostro marino. Zagor decide di indagare e scopre che il mostro è in realtà un sommergibile; finiscono prigionieri di Hellingen che, sopravvissuto alle fiamme, a causa del volto deturpato indossa una maschera per avere un aspetto normale. Lo scienziato ha bisogno di Zagor per sostituire alcuni pezzi del robot Titan che giace ancora sul fondo del lago e lo costringe iniettandogli un siero di sua invenzione. Grazie a Cico, Zagor si riprende in tempo per far scontrare il sottomarino contro Titan, riducendo entrambi a pezzi. Hellingen e Zagor si scontrano nuovamente e Hellingen viene trafitto al cuore da un arpione e Cico causa l'esplosione del laboratorio.
Successivamente Zagor e Cico tornando a Darkwood la trovano deserta a causa del colonnello Kraizer che ha ordinato a tutti i trapper di allontanarsi per evitare il rischio di conflitti con le tribù indiane. Nello stesso periodo alcuni accampamenti delle tribù di Darkwood vengono bersagliati da misteriosi fulmini che inducono gli indiani a scappare. In seguito Zagor viene rapito e condotto all'interno di un vulcano spento illuminato da lampadine creazione di Hellingen che si trova per la terza volta di fronte a lui. Non era morto ucciso dalla fiocina ma solo ferito. Hellingen si è alleato con il traditore Kraizer per diventare padrone degli Stati Uniti, e per far questo adesso si serve di missili comandati a distanza. Di fronte a una simile potenza distruttiva il presidente è costretto ad arrendersi. Zagor, servendosi di alcune foglie che provocano una morte apparente, riesce a farsi liberare e, una volta tornato in vita, si scaglia contro Hellingen, obbligandolo a lanciare i missili sulle truppe di Kraizer, annientandole.
Anni dopo Hellingen riappare in una memorabile storia di Nolitta (l'ultima scritta per la serie dal creatore del personaggio), alleato degli Akkroniani, extraterrestri da lui chiamati tramite un computer di sua creazione, invulnerabili alle armi da fuoco ma vengono uccisi da alcune frecce speciali create da Rakum, stregone indiano, che già cento anni prima li aveva sconfitti. Hellingen, distrutto dalla delusione, si lascia smaterializzare in una cabina misteriosa abbandonata dagli Akkroniani.

### Incubi
Lo scienziato si assenta dalla serie per otto anni. Hellingen, morto davvero nella cabina akkroniana, ha usato Kiki Manito come tramite per tornare sulla Terra, e saranno il colonnello Norman Perry e i suoi uomini a ucciderlo. Ma il tutto è avvenuto in una realtà parallela, dove trovano la morte anche Zagor e Tonka.

### Il ritorno
La sesta apparizione del personaggio si ha anni dopo insieme allo scrittore Edgar Allan Poe, inquadrato come agente segreto della base di Altrove. Hellingen è ora un cyborg grazie a un meccanismo in grado di ricomporre corpi disgregati; con l'aiuto di Wendigo, spirito del male, recupera le parti organiche del suo corpo. Hellingen cerca poi di liberarsi di lui, ma Wendigo lo punisce portandoselo nel mondo del caos, dove tuttora risulta relegato.
La settima apparizione si ha nella base di Altrove, dove una vasca akkroniana si riattiva, si collega ai resti della cabina dove Hellingen era svanito anni prima (quarta apparizione) e clona lo scienziato. Questa versione di Hellingen non ha memorie degli anni intermedi (quinta e sesta apparizione). Contemporaneamente dal monte Naatani escono degli automi con sembianze da nativi americani che arrivano fino a Darkwood per cacciare Zagor. Insieme a Cico, Tonka, Yapeha (un giovane Seneca a cui un automa ha ucciso i genitori) e un gruppo di soldati guidato dal tenente Shooter e due professori di Altrove, Hubbard e Kant, si dirigono verso il monte Naatani. Il gruppo scopre che le macchine all'interno della montagna hanno ricominciato a funzionare, come quelle trasportate nella base di Altrove. Zagor lascia il gruppo dirigendosi a Philadelphia, dove scopre che Hellingen era stato uno scienziato di Altrove che aveva già mostrato la sua follia compiendo sadici esperimenti ed elaborando teorie razziste. Hellingen finge di aiutare gli uomini di Altrove, ma grazie all'aiuto di un giovane scienziato, Quaritch, si libera uccidendo tutti i soldati tranne il generale Nolan. Nel frattempo gli automi massacrano gli uomini rimasti sulla montagna tranne il prof. Hubbard. Zagor insieme a Cico, Roberts, Tonka e alcuni guerrieri Mohawk torna sul monte Naatani per dare la caccia allo scienziato; qui incontrano il prof. Hubbard che li guida in un'entrata segreta dove però vengono catturati mentre i guerrieri e Hubbard (che era sotto il controllo di Hellingen) vengono uccisi. Il folle scienziato libera Zagor cosicché venga cacciato e ucciso dai suoi automi, ma lo Spirito con la Scure si dirige nelle caverne dove si trova la mummia di Rakum e, ferendosi con il suo pugnale, evoca il Wendigo che porta con sé il clone di Hellingen nella sua dimensione infernale, mentre Quaritch disattiva gli automi e la base viene fatta esplodere dall'interno per distruggere tutti i macchinari akkroniani presenti.
Nella storia dell'estate 2019 si ha una ottava apparizione dello scienziato nella serie regolare, in cui Zagor e Tonka si recano sul monte Naatani alla ricerca di Yapeha, un ragazzo della tribù dei Mohawk che ogni sera controllava che dal monte non fossero usciti degli automi di Hellingen, ma che alcuni giorni prima non era tornato al villaggio. Lì Zagor e Tonka trovano un covo sotterraneo, con delle armature che deducono essere del professor Hellingen, e Yapeha, che narra loro di aver visto degli uomini uscire dal covo con addosso delle strane armature e di essere entrato incuriosito senza poi essere riuscito ad uscire. Dopo il racconto arrivano Cico e il professor Verybad che spiega loro di aver scoperto che una banda segreta dal nome "I Discepoli" sta cercando di creare un clone del professor Hellingen. Mentre stanno parlando, vedono una macchina volante e la seguono arrivando al castello del Wendigo. Lì, i Discepoli riescono a far tornare l'Hellingen originale e la sua copia, che Hellingen uccide per far tornare il Wendigo sulla Terra, causandone l'annientamento. A causa della morte del Wendigo, però, il castello crolla, e Zagor, Cico, Tonka, Hellingen e alcuni dei Discepoli, tra cui Quaritch e Tumblay, riescono a uscirne; così, i Discepoli salgono sulla navicella spaziale per fuggire, e Zagor, a loro insaputa, li segue. All'improvviso, lo Spirito con la Scure esce allo scoperto e lotta con Hellingen che, cercando di colpire Zagor, lancia un sedile che urta i comandi del mezzo, danneggiandoli. La navicella si schianta sulla base di Altrove e tutti quelli che erano a bordo sembrano morti tranne Zagor, che indossava un esoscheletro protettivo. Tuttavia, alla fine dell'avventura si scopre che Hellingen è vivo e a saperlo sono in pochi, tra cui il professor "Heisenberg", che sostiene che uno scienziato come lui non può "marcire in una cella".

### L'abisso del male
Una nuova apparizione si ha nell'albo speciale Dylan Dog & Martin Mystère L'abisso del male, del dicembre 2018, in cui viene evocato attraverso un misterioso congegno atlantideo.

## Apparizioni

### Zagor
| Collana | Apparizione | Data           | Titoli                     | Soggetto e sceneggiatura | Disegni                                      | Copertina             |
| --- | ----------- | -------------- | -------------------------- | ------------------------ | -------------------------------------------- | --------------------- |
| Collana Lampo (seconda serie) (Storia successivamente ristampata sui nn. 62-63 della collana Zenith Gigante) | I           | 7 luglio 1963  | L'uragano                  | Guido Nolitta            | Gallieno Ferri                               | Gallieno Ferri        |
| Collana Lampo (seconda serie) (Storia successivamente ristampata sui nn. 62-63 della collana Zenith Gigante) | I           | 21 luglio 1963 | L'isola della paura        | Guido Nolitta            | Gallieno Ferri                               | Gallieno Ferri        |
| Collana Lampo (seconda serie) (Storia successivamente ristampata sui nn. 62-63 della collana Zenith Gigante) | I           | 4 agosto 1963  | Il mostro di acciaio       | Guido Nolitta            | Gallieno Ferri                               | Gallieno Ferri        |
| Collana Lampo (seconda serie) (Storia successivamente ristampata sui nn. 62-63 della collana Zenith Gigante) | I           | 18 agosto 1963 | Sulle orme di "Titan"      | Guido Nolitta            | Gallieno Ferri                               | Gallieno Ferri        |
| Collana Zenith Gigante                                                                                       | II          | settembre 1968 | Odioǃ                      | Guido Nolitta            | Franco Donatelli                             | Gallieno Ferri        |
| Collana Zenith Gigante                                                                                       | II          | ottobre 1968   | Lo spettro del passato     | Guido Nolitta            | Franco Donatelli                             | Gallieno Ferri        |
| Collana Zenith Gigante                                                                                       | II          | novembre 1968  | Vittoriaǃ                  | Guido Nolitta            | Franco Donatelli                             | Gallieno Ferri        |
| Collana Zenith Gigante                                                                                       | III         | giugno 1974    | Ritorno a Darkwood         | Guido Nolitta            | Franco Donatelli                             | Gallieno Ferri        |
| Collana Zenith Gigante                                                                                       | III         | luglio 1974    | Ora zero!                  | Guido Nolitta            | Franco Donatelli                             | Gallieno Ferri        |
| Collana Zenith Gigante                                                                                       | III         | agosto 1974    | Minaccia dallo spazio      | Guido Nolitta            | Franco Donatelli                             | Gallieno Ferri        |
| Collana Zenith Gigante                                                                                       | IV          | maggio 1980    | L'orchidea rossa           | Guido Nolitta            | Gallieno Ferri                               | Gallieno Ferri        |
| Collana Zenith Gigante                                                                                       | IV          | giugno 1980    | Hellingen!                 | Guido Nolitta            | Gallieno Ferri                               | Gallieno Ferri        |
| Collana Zenith Gigante                                                                                       | IV          | luglio 1980    | Il raggio della morte      | Guido Nolitta            | Gallieno Ferri con Franco Bignotti           | Gallieno Ferri        |
| Collana Zenith Gigante                                                                                       | IV          | agosto 1980    | Terrore dal sesto pianeta  | Guido Nolitta            | Gallieno Ferri con Franco Bignotti           | Gallieno Ferri        |
| Collana Zenith Gigante                                                                                       | IV          | settembre 1980 | Magia senza tempo          | Guido Nolitta            | Gallieno Ferri con Franco Bignotti           | Gallieno Ferri        |
| Collana Zenith Gigante                                                                                       | V           | giugno 1988    | Incubi                     | Tiziano Sclavi           | Gallieno Ferri                               | Gallieno Ferri        |
| Collana Zenith Gigante                                                                                       | V           | luglio 1988    | Il Demone della Follia     | Tiziano Sclavi           | Gallieno Ferri                               | Gallieno Ferri        |
| Collana Zenith Gigante                                                                                       | V           | agosto 1988    | Titan risorge!             | Tiziano Sclavi           | Gallieno Ferri                               | Gallieno Ferri        |
| Collana Zenith Gigante                                                                                       | V           | settembre 1988 | Il ritorno di Hellingen    | Tiziano Sclavi           | Gallieno Ferri                               | Gallieno Ferri        |
| Collana Zenith Gigante                                                                                       | V           | ottobre 1988   | Ai confini della realtà    | Tiziano Sclavi           | Gallieno Ferri                               | Gallieno Ferri        |
| Collana Zenith Gigante                                                                                       | V           | novembre 1988  | La fine del mondo          | Tiziano Sclavi           | Gallieno Ferri                               | Gallieno Ferri        |
| Collana Zenith Gigante                                                                                       | VI          | novembre 1996  | Ombre su Darkwood          | Mauro Boselli            | Gallieno Ferri                               | Gallieno Ferri        |
| Collana Zenith Gigante                                                                                       | VI          | dicembre 1996  | Agente speciale            | Mauro Boselli            | Gallieno Ferri                               | Gallieno Ferri        |
| Collana Zenith Gigante                                                                                       | VI          | gennaio 1997   | Hellingen è vivo!          | Mauro Boselli            | Gallieno Ferri                               | Gallieno Ferri        |
| Collana Zenith Gigante                                                                                       | VI          | febbraio 1997  | Duello nello spazio        | Mauro Boselli            | Gallieno Ferri                               | Gallieno Ferri        |
| Collana Zenith Gigante                                                                                       | VII         | agosto 2015    | L'eredità di Hellingen     | Moreno Burattini         | Gallieno Ferri                               | Gallieno Ferri        |
| Collana Zenith Gigante                                                                                       | VII         | settembre 2015 | Resurrezione!              | Moreno Burattini         | Gallieno Ferri, Gianni Sedioli e Marco Verni | Gallieno Ferri        |
| Collana Zenith Gigante                                                                                       | VII         | ottobre 2015   | Nei sotterranei di Altrove | Moreno Burattini         | Gianni Sedioli e Marco Verni                 | Gallieno Ferri        |
| Collana Zenith Gigante                                                                                       | VII         | novembre 2015  | Mad doctor                 | Moreno Burattini         | Gianni Sedioli e Marco Verni                 | Gallieno Ferri        |
| Collana Zenith Gigante                                                                                       | VII         | dicembre 2015  | Finale di partita          | Moreno Burattini         | Gianni Sedioli e Marco Verni                 | Gallieno Ferri        |
| Collana Zenith Gigante                                                                                       | VIII        | luglio 2019    | Mistero sul Monte Naatani  | Moreno Burattini         | Gianni Sedioli e Marco Verni                 | Alessandro Piccinelli |
| Collana Zenith Gigante                                                                                       | VIII        | agosto 2019    | I discepoli                | Moreno Burattini         | Gianni Sedioli e Marco Verni                 | Alessandro Piccinelli |
| Collana Zenith Gigante                                                                                       | VIII        | settembre 2019 | Il destino di Hellingen    | Moreno Burattini         | Gianni Sedioli e Marco Verni                 | Alessandro Piccinelli |

### Altre serie
| Serie                     | Titolo            | Data       | Soggetto      | Sceneggiatura                    | Disegni | Copertina    |
| ------------------------- | ----------------- | ---------- | ------------- | -------------------------------- | --- | ------------ |
| Maxi Martin Mystère n. 10 | L'abisso del male | 28/11/2018 | Carlo Recagno | Carlo Recagno - Alfredo Castelli | Giovanni Freghieri, con la partecipazione di Giulio Camagni e Sergio Giardo, e con i contributi di Giancarlo Alessandrini, Luca Enoch, Lucio Filippucci, Nicola Genzianella, Giuseppe Matteoni e Giuseppe Palumbo. | Angelo Stano |

#### Annotazioni
1. ↑  Si veda albo n. 655 della collana Zenith.
2. ↑  Si veda storia Ombre su Darkwood, pubblicata dal novembre del 1996 al febbraio del 1997 sulla collana Zenith
3. ↑  Si veda albo Zenith n. 430.
4. ↑  Vedi Zenith nn. 62-63.
5. ↑  Vedi albi nn. 89-92.
6. ↑  Albi nn. 158-160.
7. ↑  Estate 1980, albi nn. 229-233.
8. ↑  Albi nn. 326-331.
9. ↑  Albi nn. 427-430.
10. ↑  Albi nn. 651-656, del 2015
11. ↑  Albi nn. 699-701.

#### Fonti
1. ↑   Hellingen: io, il nemico, su Sergio Bonelli Editore, 5 agosto 2015. URL consultato il 2 settembre 2023.
2. 1 2   Simone Morosi, Hellingen, nemico mioǃ Il più grande avversario di Zagor secondo Guido Nolitta, su Lo spazio bianco, 23 luglio 2013. URL consultato il 2 settembre 2023.
3. ↑   Simone Morosi, Hellingen, nemico mioǃ Il più grande avversario di Zagor secondo Tiziano Sclavi, su Lo spazio bianco, 25 luglio 2013. URL consultato il 2 settembre 2023.
4. ↑   Simone Morosi, Hellingen, nemico mioǃ Il più grande avversario di Zagor secondo Mauro Boselli, su Lo spazio bianco, 30 luglio 2013. URL consultato il 2 settembre 2023.
5. ↑   Moreno Burattini, Il destino di Hellingen, su Freddo cane in questa palude, 24 ottobre 2019.
6. ↑   Hellingen, nemico mio!, su lospaziobianco.it. URL consultato il 15 agosto 2019.
7. ↑   L'Abisso del Male, su shop.sergiobonelli.it. URL consultato il 4 febbraio 2019.